# Pakistanische Cricket-Nationalmannschaft in Irland in der Saison 2024
Die Tour der pakistanischen Cricket-Nationalmannschaft nach Irland in der Saison 2024 fand vom 10. bis zum 14. Mai 2024 statt. Die internationale Cricket-Tour war Bestandteil der Internationalen Cricket-Saison 2024 und umfasste drei Twenty20s. Pakistan gewann die Serie 2–1.

## Vorgeschichte
Für beide Mannschaften ist es die erste Tour der Saison. Das letzte Aufeinandertreffen der beiden Mannschaften bei einer Tour fand in der Saison 2018 in Irland statt.

## Stadion
Das folgende Stadion wurde für die Tour als Austragungsort vorgesehen.
| Stadion                      | Stadt  | Kapazität | Spiele      |
| ---------------------------- | ------ | --------- | ----------- |
| Castle Avenue Cricket Ground | Dublin | 03.200    | 1. – 3. T20 |

## Kaderlisten
Pakistan benannte seinen Kader am 2. Mai 2024.
| Twenty20 | Twenty20 |
| Irland | Pakistan |
| --- | --- |
| - Paul Stirling (K) - Lorcan Tucker (VK & wk) - Mark Adair - Ross Adair - Andrew Balbirnie - Curtis Campher - Gareth Delany - George Dockrell - Graham Hume - Barry McCarthy - Neil Rock (wk) - Harry Tector - Ben White - Craig Young | - Babar Azam (K) - Abbas Afridi - Abrar Ahmed - Azam Khan (wk) - Fakhar Zaman - Haris Rauf - Hasan Ali - Irfan Khan - Iftikhar Ahmed - Imad Wasim - Mohammad Amir - Mohammad Rizwan (wk) - Naseem Shah - Saim Ayub - Salman Ali Agha - Shadab Khan - Shaheen Afridi - Usman Khan |

## Twenty20 Internationals

### Erstes Twenty20 in Dublin
| 10. Mai Scorecard | Dublin | Pakistan 182-6 (20)          | – | Irland 183-5 (19.5) |
|                   |        | Irland gewinnt mit 5 Wickets |   |                     |

Irland gewann den Münzwurf und entschied sich als Feldmannschaft zu beginnen. Für Pakistan bildeten der Eröffnungs-Batter Saim Ayub und der dritte Schlagmann Babar Azam eine Partnerschaft. Ayub schied nach 45 Runs aus und wurde gefolgt durch Fakhar Zaman. Azam erreichte ein Fifty über 57 Runs und nachdem Iftikhar Ahmed aufs Feld kam verlor auch Zaman nach 20 Runs sein Wicket. Ahmed beendete daraufhin zusammen mit Shaheen Afridi das Innings und erhöhte die Vorgabe auf 183 Runs. Ahmed erreichte dabei 37* Runs und Afridi 14*. Bester irischer Bowler war Craig Young mit 2 Wickets für 27 Runs. Für Irland formte der Eröffnungs-Batter Andrew Balbirnie zusammen mit dem vierten Schlagmann Harry Tector eine Partnerschaft. Tector schied nach 36 Runs aus und der ihm folgende George Dockrell erzielte 24 Runs. Nachdem Gareth Delany aufs Feld kam verlor Balbirnie nach einem Fifty über 77 Runs sein Wicket. Delany konnte dann zusammen mit Curtis Campher die Vorgabe zwei Bälle vor Ende des Innings einholen. Dabei erzielte Campher 15* Runs und Delany 10* weitere. Bester pakistanischer Bowler war Abbas Afridi mit 2 Wickets für 36 Runs. Als Spieler des Spiels wurde Andrew Balbirnie ausgezeichnet.

### Zweites Twenty20 in Dublin
| 12. Mai Scorecard | Dublin | Irland 193-7 (20)              | – | Pakistan 195-3 (16.5) |
|                   |        | Pakistan gewinnt mit 7 Wickets |   |                       |

Das Spiel begann auf Grund von Regenfällen verspätet. Pakistan gewann den Münzwurf und entschied sich als Feldmannschaft zu beginnen. Für Irland begannen die Eröffnungs-Batter Andrew Balbirnie und Paul Stirling. Stirling erreichte 11 Runs und kurz darauf schied auch balbirnie nach 16 Runs aus. Ihnen folgte die Partnerschaft zwischen Lorcan Tucker und Harry Tector. Tector erzielte 32 Runs, woraufhin Curtis Campher 22 und George Dockrell 15 Runs erreichten. Kurz darauf schied auch Tucker nach einem Fifty über 51 Runs aus und bis zum Ende des Innings konnte Gareth Delany noch 28* Runs hinzufügen, womit die Vorgabe auf 194 Runs erhöht wurde. Bester pakistanischer Bowler war Shaheen Afridi mit 3 Wickets für 49 Runs. Für Pakistan bildeten der Eröffnungs-Batter Mohammad Rizwan und der vierte Schlagmann Fakhar Zaman eine Partnerschaft. Zaman gelang ein Fifty über 78 Runs, woraufhin Azam Khan ins Spiel kam. Rizwan und Khan konnten die Vorgabe dann im 17. Over einholen, wobei Rizwan ein Fifty über 75* Runs und Khan 30* Runs erzielte. Die irischen Wickets erzielten Graham Hume, Ben White und Mark Adair. Als Spieler des Spiels wurde Mohammad Rizwan ausgezeichnet.

### Drittes Twenty20 in Dublin
| 14. Mai Scorecard | Dublin | Irland 178-7 (20)              | – | Pakistan 181-4 (17) |
|                   |        | Pakistan gewinnt mit 6 Wickets |   |                     |

Pakistan gewann den Münzwurf und entschied sich als Feldmannschaft zu beginnen. Für Irland formte der Eröffnungs-Batter Andrew Balbirnie zusammen mit dem dritten Schlagmann Lorcan Tucker eine Partnerschaft. Balbirnie erzielte 35 Runs und wurde gefolgt durch Harry Tector. Tucker schied nach einem Fifty über 73 Runs aus und Tector fand mit Graham Hume einen weiteten Partner, mit dem er das Innings beendete. Tector erreichte dabei 30* Runs und Hume 10* Runs. Bester pakistanischer Bowler war Shaheen Afridi mit 3 Wickets für 14 Runs. Für Pakistan bildeten die Eröffnungs-Batter Saim Ayub und Mohammad Rizwan eine Partnerschaft. Ayub gelangen 14 Runs, bevor ihm Babar Azam folgte. Rizwan schied nach einem Fifty über 56 Runs aus und kurz darauf verlor auch Azam nach einem Fifty über 75 Runs sein Wicket. Daraufhin konnte Azam Khan mit 18* Runs die Vorgabe im 17. Over. Bester irischer Bowler war mark Adair mit 3 Wickets für 28 Runs. Als Spieler des Spiels wurde Shaheen Afridi ausgezeichnet.

## Auszeichnungen

### Player of the Series
Als Player of the Series wurden der folgende Spieler ausgezeichnet.
| Serie   | Player of the Series |
| ------- | -------------------- |
| Tweny20 | –                    |

### Player of the Match
Als Player of the Match wurden die folgenden Spieler ausgezeichnet.
| Spiel       | Player of the Match |
| ----------- | ------------------- |
| 1. Twenty20 | Andrew Balbirnie    |
| 2. Twenty20 | Mohammad Rizwan     |
| 3. Twenty20 | Shaheen Afridi      |